# Kikół-Wieś
Kikół-Wieś – wieś w Polsce, położona w województwie kujawsko-pomorskim, w powiecie lipnowskim, w gminie Kikół.

## Podział administracyjny
| SIMC    | Nazwa             | Rodzaj    |
| ------- | ----------------- | --------- |
| 0863505 | Boguchwała        | część wsi |
| 0863511 | Buchowo Kikolskie | część wsi |

W latach 1975–1998 miejscowość administracyjnie należała do województwa włocławskiego.

## Demografia
Według Narodowego Spisu Powszechnego (III 2011 r.) wieś liczyła 328 mieszkańców. Jest szóstą co do wielkości miejscowością gminy Kikół.